# シーガー・エリス
シーガー・エリス（Seger Ellis、1904年7月4日 - 1995年9月29日）は、アメリカ合衆国のジャズ・ピアニスト、歌手。アイダ・ルピノ監督作品など、いくつかの映画に端役で出演もしている。テキサス州ヒューストンで生まれ、同地で没した。
エリスは、1920年代に、地元ヒューストンのラジオ局（後の KPRC）で生演奏ピアニストを務めるところから、音楽の仕事を始めた。1925年に、ビクター・レコードの「出張録音」のために演奏したロイド・フィンレイ (Lloyd Finlay) の楽団に加わり、さらに自身のピアノ・ソロを2曲録音することを許された。この録音は、技術的問題から結局リリースには至らなかったが、このソロ演奏がきっかけで、エリスはニュージャージー州カムデンにあったビクターの常設録音スタジオに招かれ、自作曲ばかり（あるいは、ほとんどが自作曲の）多数のピアノ・ソロを録音した。この一連の録音は、ビクターにとって、当時の新技術であった電気を用いたマイクロフォンや録音機器による電気式吹き込みの最初期の録音事例の一部であり、技術面にまだ不完全なところがあったようで、結局のところリリースまでこぎ着けたのは4曲にとどまった。そのうち、「Prairie Blues」と「Sentimental Blues」をカップリングした盤は、ささやかながらヒット作となった。
この最初のレコーディングを経験した後、エリスはヒューストンへ帰ってラジオ局の仕事に戻り、またヴォードヴィル劇場でも演奏をした。この頃からエリスは、おもに雇い主であったラジオ局の上司たちからのリクエストに応じて、ピアノに合わせて自ら歌うようになった。エリスの陽気な歌声は聴衆の評判もよく、1927年にはニューヨークに招かれて、ボーカルのテスト録音を行なうことになった。エリスが歌った最初のレコードは、コロムビア・レコードから出された「Sunday」であった。これに続いてオーケー・レコードから一連のレコードが出たが、そのほとんどにおいてバックの演奏を務めたのは、エリス自身に人選が任されていた少人数編成のスタジオだけのグループであった。エリスは、自分に与えられた機会を生かして、トミーとジミーのドーシー兄弟、ジョー・ベヌーティ (Joe Venuti)、エディ・ラング (Eddie Lang)、アンディ・サネラ (Andy Sannella) ら、当時の最高のジャズ・ミュージシャンたちの多くを選び、ルイ・アームストロングも2度にわたり録音に招いた。一連の録音において、エリスは、ほろ苦い恋心を（本来は女声である）アルトの声域で歌ったが、歌手活動を始めた初期のエリスは、自分の声は（男声としては）高過ぎ、気に入らないと思っていた。
エリスによる録音活動は、1931年にいったん途切れた。しかし、1930年代後半になると、「クワイア・オブ・ブラス・オーケストラ (Choirs of Brass Orchestra)」と名付けた自身のビッグバンドを率い、指揮とともに、時おり歌も披露して、復活を遂げた。このバンドには、妻であるアイリーン・テイラー (Irene Taylor) も歌手としてフィーチャーされていた。その後、エリスは曲作りに注力するようになったが、録音やピアノ演奏の活動も散発的に続けた。
1939年、エリスはバンドを編成し直し、新しいバンドでは標準的なリード楽器4管のセクションがフィーチャーされることになった。しかし、バンドは1941年に解散となり、エリスは1942年に陸軍航空軍に徴兵された。
テキサスに戻った後は、パフォーマーとしての活動が減り、作詞作曲に多く関与するようになっていった。彼の数多い作品の中には「My Beloved Is Rugged」と「11:60PM」（どちらもハリー・ジェイムスが録音）、「Gene's Boogie」（ジーン・クルーパが録音）、「Little Jack Frost, Get Lost」と「You're All I Want for Christmas」（どちらもビング・クロスビーが録音）などがあった。「December」は、ミルス・ブラザーズのボーカルとともにカウント・ベイシーによってレコーディングされた。シーガー・エリスのソングライティング・カタログには、「No Baby, Nobody But You」や「You Be You But Let Me Be Me」も含まれている。
シーガー・エリスは徐々に引退していき、ヒューストンへと戻り、1995年9月29日にその地にある引退後の家で亡くなった。

## 著名な録音作品
- "Freight Yard Blues"
- "Prairie Blues"
- "Sentimental Blues"
- "No Baby, Nobody But You"
- "Sweet Sue, Just You"
- "You Be You But Let Me Be Me"
- 「浮気はやめた」 - "Ain't Misbehavin'" ※フィーチャリング・ルイ・アームストロング
- "Cheerful Little Earful" (December 1930)
- "The Shivery Stomp"
- "Heartaches" ※演奏が、The Caretakerによってサンプリングされたことで有名

## 著名な作曲作品
- "Prairie Blues"
- "Sentimental Blues"
- "The Shivery Stomp"
- "My Beloved Is Rugged" ※フィーチャリング・ハリー・ジェイムス
- "11:60PM" ※フィーチャリング・ハリー・ジェイムス
- "Gene's Boogie" ※フィーチャリング・ジーン・クルーパ
- "Little Jack Frost, Get Lost" ※フィーチャリング・ビング・クロスビー
- "You're All I Want for Christmas" ※フィーチャリング・ビング・クロスビー
- "December" ※フィーチャリング・ミルス・ブラザーズ、カウント・ベイシー
- "What You Don't Know Won't Hurt You"
- "No Baby, Nobody But You" ※フィーチャリング・ジューン・クリスティ、スタン・ケントン
- "You Be You But Let Me Be Me"[3]